# 罗贝尔·于

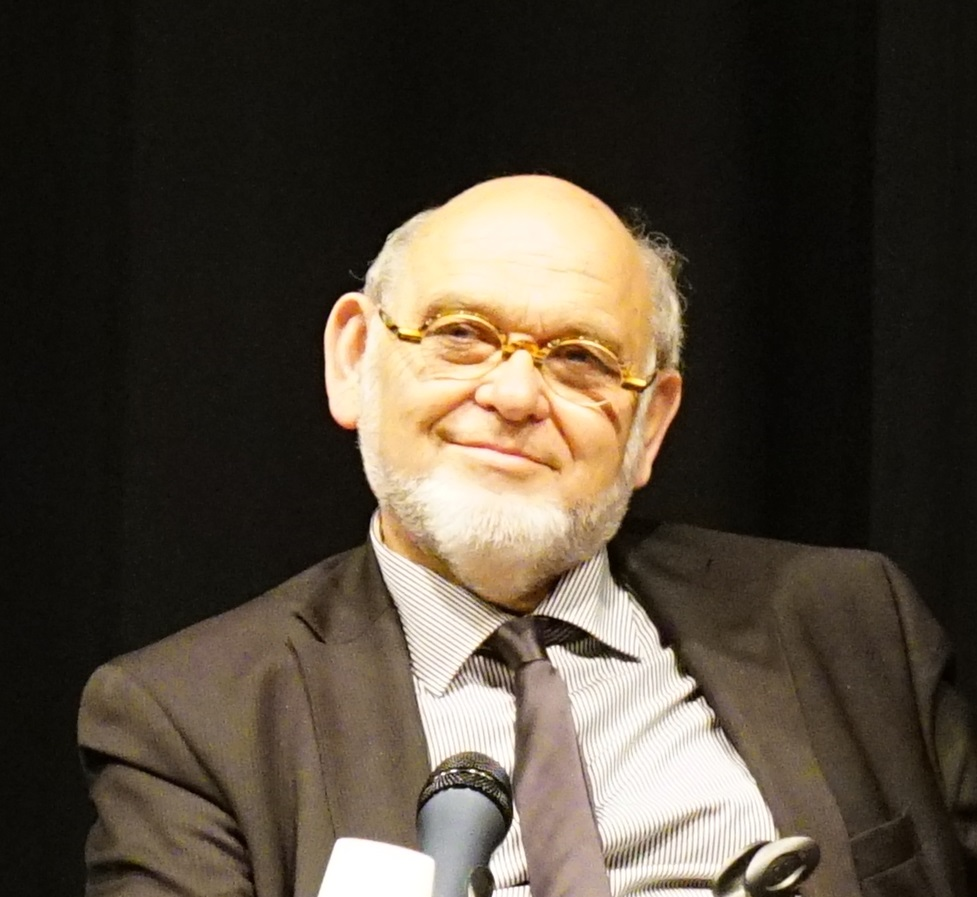
2015年5月的罗贝尔·于

罗贝尔·于（法語：Robert Hue；1946年10月19日—）是法国的一个政治家和护士。出生于塞纳-瓦兹省帕里西地区科尔梅耶（今属瓦兹河谷省）。1962年，加入法国青年共产主义者运动。1963年，加入法国共产党。曾任法国共产党全国书记（1994年—2001年）和主席（2001年—2003年）。作为法共提名的候选人参加了1995年和2002年的总统选举。1997年—2017年，几乎不间断地担任议员（包括瓦兹河谷第5选区的国民议会议员、欧洲议会议员以及代表瓦兹河谷省的参议院议员）。2008年，退出法共。2009年，创建进步统一运动（后改名为“进步人士运动”）。